# HD현대사이트솔루션
HD현대사이트솔루션은 HD현대의 건설기계 부문 사업중간지주회사다. 굴착기, 휠로더 등 건설기계를 생산하는 HD현대건설기계와 HD현대인프라코어를 계열사로 보유하고 있다. 이 회사 독자 사업분야로 산업차량과 건설기계용 컴포넌트 제조사업을 핵심 사업으로 육성하고 있다.
1. ↑  “HD현대사이트솔루션 공식 홈페이지”.

## 지배 구조
2024년 12월 기준, HD현대가 80.22%의 지분을 보유하고 있다.

## 역사
2021년 1월 19일, 당시 현대중공업지주(현 HD현대)가 두산그룹의 두산인프라코어를 인수하기 위해 설립된 현대제뉴인이라는 이름의 특수목적법인(SPC)이 시초인 회사다. 이어서 4월 현대제뉴인이 두산인프라코어의 35% 분량의 주식을 8,500억원에 취득하면서 이 회사 산하에 현대건설기계, 두산인프라코어를 거느리는 중간지주사로 발전할 가능성이 커졌고 이 사이 현대건설기계에서 분사된 현대코어모션의 양산부품 사업부문과 중국 자회사 상주현대액압기기유한공사 지분 100%를 인수해 부품 사업 분야로도 진출했다.
이후 7월 공정위의 현대제뉴인-두산인프라코어 기업결합 승인이 나면서 HD현대 건설기계부문 중간지주사로 정식 출범했다. 8월달에는 사내 교통정리를 통해 현대제뉴인이 현대건설기계의 산업차량(지게차, 스키드로더, 기타 차량 등) 부문을 인수하고, 현대건설기계는 한국조선해양이 보유한 중국 및 브라질 건설장비 해외법인을 인수하며 두산인프라코어는 무상감자 및 유상증자 실시를 통해 건설기계부문의 사업 회사간 시너지 창출 및 글로벌 시장 점유율 증대 등을 계획에 옮겨 세계 5위권 건설장비기계 회사로 거듭나기 위한 움직임을 보였다.
2023년 3월 22일 주주총회를 통해 HD현대사이트솔루션으로 사명과 CI를 변경했고, 자회사들 역시 HD현대건설기계와 HD현대인프라코어로 사명과 CI를 변경했다.
1. ↑  “현대중공업지주, 신규법인 현대제뉴인 설립”.

## 특징
HD현대의 건설기계부문 중간지주회사로 HD현대건설기계와 HD현대인프라코어 지분을 각각 33.12%, 32.98%을 보유해 자회사로 거느리고 있는 것 이외 건설기계와 산업차량용 MCV, 트랜스미션, 실린더 등 유압부품을 양사에 생산, 공급하고 있으며 이외 HD현대건설기계에서 제조하던 지게차, 스키드로더, 기타 차량 등의 산업차량을 인수해 이 회사에서 생산, 판매하고 있는 것이 특징이다.
원래부터 현대중공업 산하에 있던 현대건설기계와 두산으로부터 인수한 인프라코어가 둘 다 건설기계 제조사인데, 둘이 사업 분야가 겹침에도 현대사이트솔루션은 둘을 합병하지 않고 독자적으로 사업을 이어나가게 해, 이 둘의 관계는 같은 범현대가인 현대차그룹 산하 완성차 제조사인 현대자동차와 기아자동차의 관계와 비슷하다고 볼 수 있다.